# Dioon mejiae
Dioon mejiae — вид голонасінних рослин класу саговникоподібні (Cycadopsida).

## Опис
Вид з деревоподібним високим стеблом близько 1 м. Листя довжиною 100—200 см і складаються з 230—260 листових фрагментів лінійно-ланцетних, яскраво-зелених, 12–22 см завдовжки. Чоловічі шишки веретеноподібні, сіро-коричневі, довжиною 30–80 см і 8–10 см в діаметрі, жіночі шишки яйцеподібні, 30–50 см завдовжки, діаметром 20–30 см. Насіння кулясте, завдовжки 40–50 мм, вкрите біло-кремовою насінною оболонкою.

## Поширення, екологія
Цей вид зустрічається в штатах Колон, Оланчо і Йоро Гондурасу. Цей вид, як правило, підлісок напів-листяних дощових тропічних лісів і зростає на крутих схилах і в ущелинах, але росте і на рівнинній місцевості. Деякі популяції процвітають у піщаному ґрунті або від піщаних до глинистих алювіальних відкладеннях, в той час як інші ростуть на суглинних, вапняних ґрунтах, в ґрунтах вивітрювання з метаморфітів (сланці, гнейси); і т.д.

## Використання
У Гондурасі, насіння Dioon mejiae подрібнюють і їдять.

## Загрози та охорона
Найбільша загроза цьому виду — руйнування місця існування в результаті конверсії місць проживання в сільськогосподарські угіддя та, меншою мірою вплив лісозаготівель і будівництво доріг. Цей вид має важливе культурне значення і, отже, захищений місцевими жителями.